# Guvid de mâl
Guvidul de mâl sau guvidul de nisip (Pomatoschistus minutus) este un pește marin mic din familia Gobiidae, răspândit în apele din estul Oceanului Atlantic, Marea Mediterană și Marea Neagră.